# جورج ماكاي
جورج ماكاي (بالإنجليزية: George MacKay)‏ مواليد 13 مارس 1992 في لندن، إنجلترا، المملكة المتحدة، هو ممثل إنجليزي بدأ مسيرته الفنية عام 2003.

## الأعمال

### أفلام
- المدافع
- بيتر بان
- العظم النخاعي
- 1917

## روابط خارجية
- جورج ماكاي على موقع IMDb (الإنجليزية)
- جورج ماكاي على موقع روتن توميتوز (الإنجليزية)
- جورج ماكاي على موقع ألو سيني (الفرنسية)
- جورج ماكاي على موقع ميوزك برينز (الإنجليزية)
- جورج ماكاي على موقع أول موفي (الإنجليزية)
- جورج ماكاي على موقع قاعدة بيانات الأفلام السويدية (السويدية)
- جورج ماكاي على موقع قاعدة بيانات الفيلم (الإنجليزية)
- جورج ماكاي على موقع كينوبويسك (الروسية)